# Казанская набережная (Тула)
Казанская набережная — пешеходная улица Тулы, проходящая вдоль старицы реки Упы мимо Тульского кремля. Получила название по храму Казанской Божьей Матери, находившемуся у западной стены кремля, близ Наугольной башни.

## История
Исторический центр Тулы вместе с ансамблем кремля примыкает к старому руслу реки Упы. По правому берегу реки Упы располагалась Заводская набережная. На левобережье, рядом с кремлем, была создана ещё одна набережная, которая сыграла важную роль в истории Тулы. Эта набережная начиналась от Посольской улицы (ныне — Советская улица) у современного моста в Заречье и проходила до Водяных ворот Тульского кремля. В конце XVI — второй половине XVII века по берегу реки проходили деревянные укрепления («острог», «деревянный город»), сливавшиеся у Наугольной и Ивановской башен с кремлем — «каменным городом». За деревянными стенами располагались старинные тульские улицы: Архангельская, Пятницкая (ныне — Металлистов), Никольская, Благовещенская, Жигалинская (ныне — ул. Союзная). Уже с конца XVI века здесь проживают на своих дворах тульские посадские люди, занимающиеся торговлей и различными ремеслами. Эти дворы находились здесь и в XVII веке. В конце XVIII — начале XX века в этом районе сосредоточены усадьбы известных тульских торговцев и купцов.
Кремлёвский сад был создан на месте Сенной площади около восточной стены кремля после большого городского пожара 1834 года. Он обязан своим появлением тульскому губернатору Елпидифору Зурову. Сад был торжественно открыт 9 июля 1837 года. Первоначально он располагался около южной (от башни Одоевских ворот до угловой Никитской башни) и восточной стороны кремля. Это был Верхний Кремлёвский сад.
В 1860-х годы Кремлёвский сад пришел в запустение, но в 1870-х годы по инициативе тульского губернатора Юлия Арсеньева на пожертвования тульских купцов Кондрашевых, Черниковых, Юрасовых, Сапуновых был приведен в порядок. Сад был расширен до берега реки и благоустроен до башни Водяных ворот. Так появился Нижний Кремлёвский сад. В конце XIX — начале XX века в этой части сада находились фонтан и беседка, располагались летний театр «Олимпия» и ресторан Ушакова (позднее — ресторан артели тульских приказчиков). Здесь устраивались театральные и цирковые представления, проходили гастроли зверинцев. В 1897 году во время Тульской кустарно-промышленной выставки здесь состоялся первый в Туле кинопоказ. Впоследствии в саду работал летний кинотеатр.

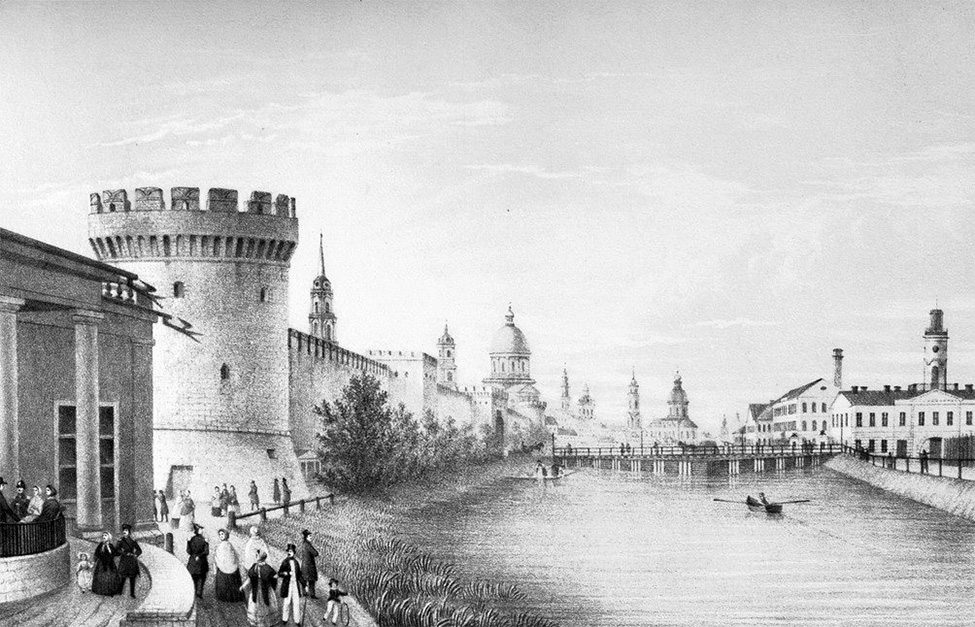
Казанская набережная в XIX веке
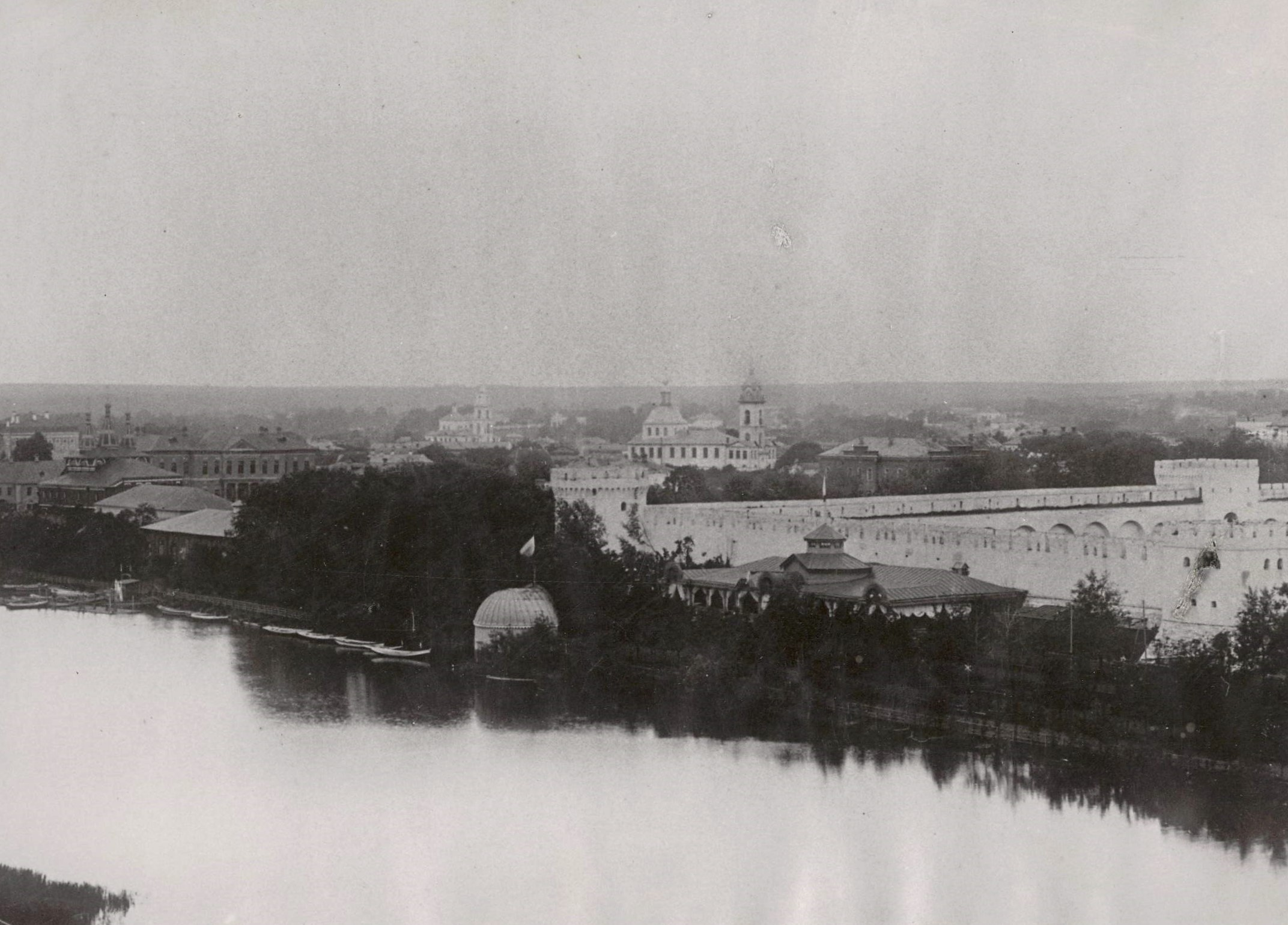
Восточная часть набережной
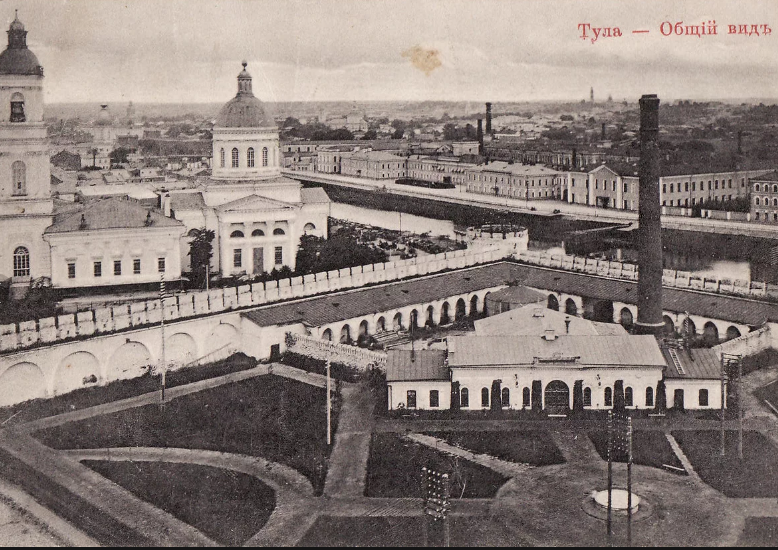
Казанская церковь на набережной Упы

В начале XX века Кремлёвский сад стал самым любимым местом отдыха туляков. Его красивые аллеи, засаженные липами, тополями, цветники неизменно привлекали к себе множество гуляющих. Аллеи имели свои названия: Дворянская, Мещанская, Купеческая, Буфетная. Театральная аллея спускалась вдоль восточной стены кремля к реке. В саду работали кегельбан, французские горки, американские качели, палатки и павильоны, в которых торговали фруктовыми водами, напитками, сладостями.
Лодочная пристань существовала до начала XX века: в 1906 году Тульский оружейный завод закрыл плотину и спустил пруды.
Власти города дважды предоставляли набережную заводу. Впервые — в 1914 году, когда началась Первая мировая война и возникла необходимость увеличить территорию для складирования дров и сырья.
С середины 1920-х годов после закрытия и сноса Казанского храма и прекращения торговли на Казанской площади бывшая набережная практически перестала существовать и постепенно превращалась в пустырь.
Во второй раз — в годы Великой Отечественной войны: по решению Государственного комитета обороны её закрепили за оружейным заводом на военный период. В 1948 и 1956 годах Тулгорисполком принимал решение об устройстве сквера и сада на протяжении Казанской набережной и улиц Металлистов и Советской. Но эти планы так и не были воплощены в жизнь.
В 2016 году Владимир Путин подписал Указ о праздновании в 2020 году 500-летия возведения Тульского кремля, в рамках чего начались работы по благоустройству Казанской набережной. В 2017 году её территория была передана оружейным заводом в собственность города. В июле 2017 года на презентации проекта «Тульская набережная» губернатор Тульской области Алексей Дюмин заявил о начале работ. 8 сентября 2018 года в День города набережная была вновь открыта.

## Описание
Набережная спроектирована в двух уровнях. На нижнем уровне нет заборов и ограждений, жители могут буквально дотронуться до воды (глубина реки – 1.5 метра). Второй уровень – мост, на котором расположены смотровые площадки. На территории набережной расположены места для прогулок и тихого отдыха с беседками, лавочками, павильонами, ресторанами и кафе. Есть сиреневый сад, заложенный в апреле 2019 года в соответствии с концепцией благоустройства набережной. Кроме того, на набережной предусмотрены зоны активного отдыха с детскими спортивно-игровыми площадками, навесом для настольного тенниса, площадки для баскетбола, футбола и хоккея, а также велодорожки. Есть и зоны для выступления с амфитеатром возле воды, трибунами среди клумб и сценой возле кремля. Планируется, что в теплое время года на набережной будет работать кинотеатр под открытым небом, прокат велосипедов и лодок, концертные площадки, а зимой — горки и каток в русле реки.
Светодизайн набережной представлен красными светящимися фонарями вдоль линии реки Упы и 1000 светильниками, расположеных вдоль всех дорожек на уровне земли. Многие световые элементы оформлены в трендах ландшафтного и светового дизайна. Например, фонари вдоль дорожек выполнены из кортеноской стали, создающей эффект ржавчины и старины, но являющейся долговечным сплавом. Множество объектов на набережной раскрывают историю и культуру города и региона. Например, деревянный забор с исторической информацией и изображениями, в то же время закрывающий ещё строящиеся объекты бизнеса. Среди арт-объектов выделяется конь, появившийся в качестве подарка губернатора Алексея Дюмина в 2019 году жителям города. Фигура выполнена из 14 000 букв русского и латинского алфавитов, и служит популярным объектом для фотографий.

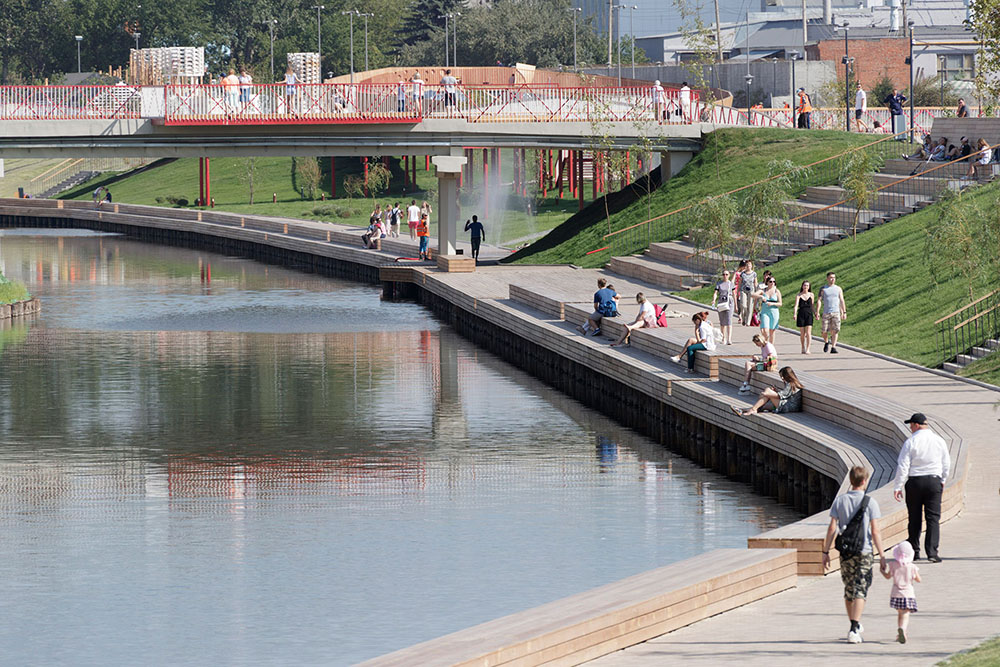
Зона возле реки
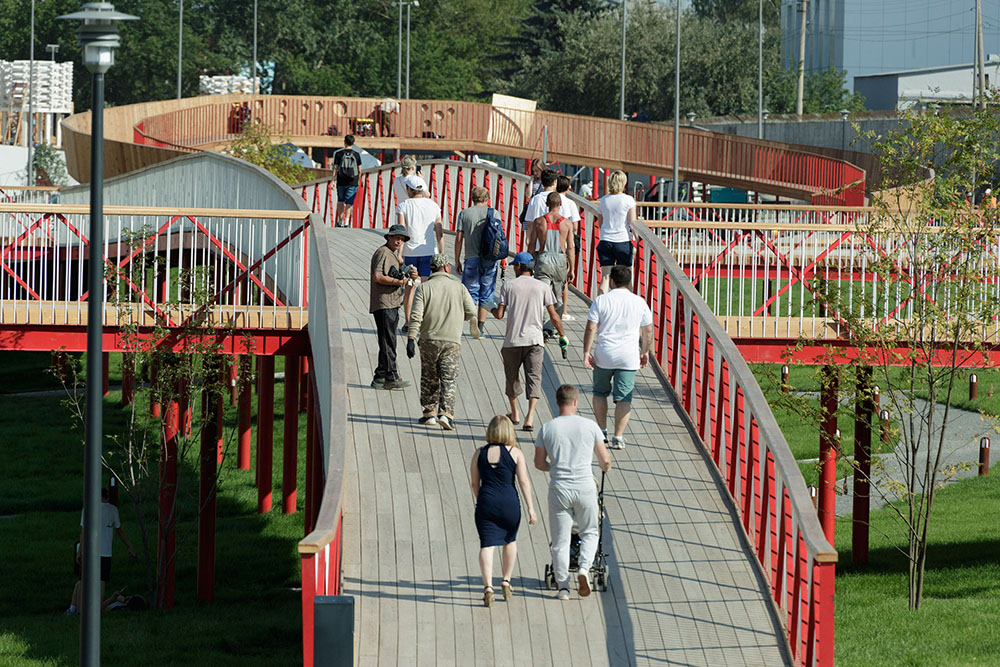
Пешеходные мосты
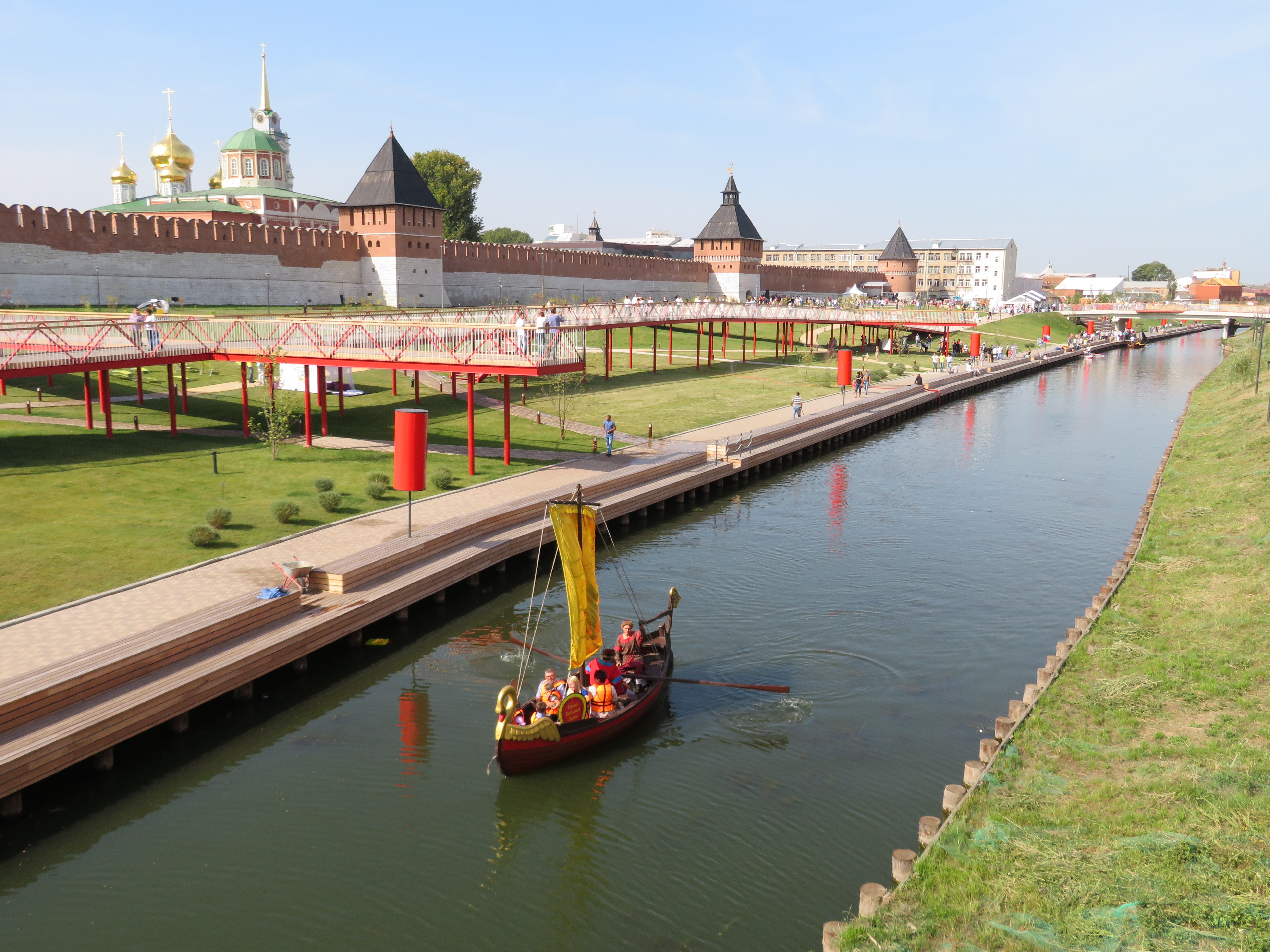
Вид на кремль с набережной

## Памятник
- Памятник С. И. Мосину (1958, скульптор В. И. Мухина).